# Norman Pace
Norman Pace (* 17. února 1953) je britský herec a komik, známý jako polovina komediálního dua Hale & Pace, kde působil s Garethem Halem. Původním povoláním byl učitel, umělecky se začal živit v 80. letech. Hrál i vážné role, např. v seriálu Dalziel a Pascoe (verze televize ITV). První roli ztvárnil v komediálním seriálu Mladí v partě.